# 成達師範學校
成達師範學校是中華民國大陸時期的一所伊斯蘭教師範學校，由唐柯三、馬松亭、穆華庭、法靜軒等人在1925年創辦於山東濟南。原設址於济南桿石橋穆家車門清真寺内。1928年，受馬福祥資助，遷至北平市東四清真寺內，故称北平成達師範學校。期間創辦《月華》旬刊、《成師月刊》等刊物。1937年，受日本侵華戰爭影響遷往桂林。1941年8月改稱國立成達師範學校。1944年秋，因桂林爲日軍攻佔而遷往重慶。1945年日本投降，遂遷回北平。1949年北平易幟後，該校在10月與西北中學、燕山中學一同被合並爲國立回民學院（現北京市回民學校）。